# Kleiner Knetzberg
Der Kleine Knetzberg ist ein 447 m ü. NHN hoher Berg im Steigerwald. Er liegt in Knetzgau, einem Markt im unterfränkischen Landkreis Haßberge.

## Geographische Lage
Der Berg befindet sich an der Nordabdachung des Steigerwaldes und etwa zwei Kilometer südwestlich von Zell am Ebersberg, einem Ortsteil von Knetzgau. Aufgrund seiner Lage ragt er ca. 150 Meter über die flache Ebene heraus. Er ist allerdings nicht so markant wie der knapp 1,5 Kilometer nordwestlich liegende Große Knetzberg. Östlich des Kleinen Knetzberges liegt der mit 409 m ü. NHN deutlich niedrigere Hollacher Berg. Südlich des Berges fließt der Stöckigsbach, ein Zufluss des Mains. Der Berg ist Teil des Waldgebietes Zeller Forst West.

## Siedlungs- und Nutzungsgeschichte
Auf dem Berg liegt das Bodendenkmal "Wallanlage Kleiner Knetzberg mit Höhensiedlungen der Urnenfelderzeit, der späten Hallstattzeit und der älteren Latènezeit", welches mit der Aktennummer D-6-6029-0023 versehen ist. Es sind verschiedene Befestigungsstrukturen zu erkennen, darunter Steinwälle, Gräben und Terrassen. Im östlichen Abschnitt sicherte früher eine Steinmauer von 30 Metern Länge, 8 Metern Breite und 1 Meter Höhe zusammen mit einem vorgelagerten Graben den Zugang zum Plateau. Im Norden und Westen sind weitere Sicherungsmaßnahmen erkennbar. Archäologische Funde am Kleinen Knetzberg beschränken sich hauptsächlich auf hallstattzeitliche und mittelalterliche Keramikfragmente. Die Anlage wird als prähistorisch betrachtet, wobei eine mögliche erneute Nutzung im frühen Mittelalter auf einer östlichen Terrasse vermutet wird.

## Naturschutz
Der Naturwald Knetzberge-Böhlgrund erstreckt sich entlang des Kleinen Knetzbergs und zählt zu den größten Waldschutzgebieten in Bayern. Der Berg ist komplett in die Schutzzonen des FFH-Gebiets "Buchenwälder und Wiesentäler des Nordsteigerwalds" sowie des "Vogelschutzgebiets Oberer Steigerwald" integriert. Während des Eichen-Ringelwaldprojekts, das am Großen und Kleinen Knetzberg durchgeführt wurde, wurden 10.595 xylobionte Käfer identifiziert. Diese Anzahl repräsentiert etwa die Hälfte der gesamten Käferpopulation im Nordsteigerwald. Von den 301 erfassten Arten waren 22 zuvor in dieser Region unbekannt, darunter der streng geschützte Hirschkäfer. Besondere Aufmerksamkeit verdienen die neun identifizierten "Urwaldreliktarten", zu denen auch der seltene Breitschulterbock zählt. Zudem wurde der Scharlachrote Plattkäfer als FFH-Art nachgewiesen.

## Tourismus
Der Kelten-Erlebnisweg verläuft entlang des Berges und ist ein Fernwanderweg, der durch Bayern und Thüringen führt. Sein Emblem zeigt eine abstrahierte Darstellung einer keltischen "Vogelkopffibel", die eine Seitenansicht einer Gewandspange repräsentiert. Das ursprüngliche bronzezeitliche Artefakt, etwa aus der Zeit um 450 v. Chr., wurde in der keltischen Höhensiedlung auf dem Kleinen Knetzberg entdeckt. Ebenfalls am Kleinen Knetzberg befindet sich der Fernwanderweg Steigerwald-Panoramweg sowie der Mainwanderweg.